# Amsonia rigida
Amsonia rigida là một loài thực vật có hoa trong họ La bố ma. Loài này được Shuttlew. ex Small mô tả khoa học đầu tiên năm 1903.